# Gran Premio Industria e Commercio di Prato 1964
Il Gran Premio Industria e Commercio di Prato 1964, diciannovesima edizione della corsa, si svolse il 13 settembre 1964 su un percorso di 246 km, con partenza e arrivo a Prato. La vittoria fu appannaggio dell'italiano Michele Dancelli, che completò il percorso in 6h28'36", alla media di 37,995 km/h, precedendo i connazionali Adriano Durante e Angelo Conterno.

## Ordine d'arrivo (Top 10)
| Pos. | Corridore           | Squadra | Tempo    |
| ---- | ------------------- | ------- | -------- |
| 1    | Michele Dancelli    | Molteni | 6h28'36" |
| 2    | Adriano Durante     | Legnano | a 4'06"  |
| 3    | Angelo Conterno     | Carpano | a 5'10"  |
| 4    | Silvio Boni         | Legnano | a 5'20"  |
| 5    | Franco Cribiori     | Gazzola | a 5'25"  |
| 6    | Italo Zilioli       | Carpano | s.t.     |
| 7    | Gianni Motta        | Molteni | s.t.     |
| 8    | Ambrogio Colombo    | Ignis   | s.t.     |
| 9    | Luciano Galbo       | Carpano | s.t.     |
| 10   | Giovanni Bettinelli | Ignis   | s.t.     |